# Ball Park Incident
Ball Park Incident is de debuutsingle van de glamrockband Wizzard uit 1972, geschreven en geproduceerd door Roy Wood en uitgebracht op Harvest Records. Het stond tien weken in de Top 40 van de UK Singles Chart en stond in januari 1973 drie weken lang op de hoogste positie, nummer zes. De single bereikte ook de nummer één in de Nederlandse Top 40.
De band playbackte uitvoeringen van het nummer in het BBC TV-programma Top of the Pops op 14 en 21 december 1972, en nogmaals op 4, 11 en 25 januari 1973. De opnames van al deze uitvoeringen, behalve de laatste, zijn gewist.